# 앤 해서웨이 (셰익스피어)

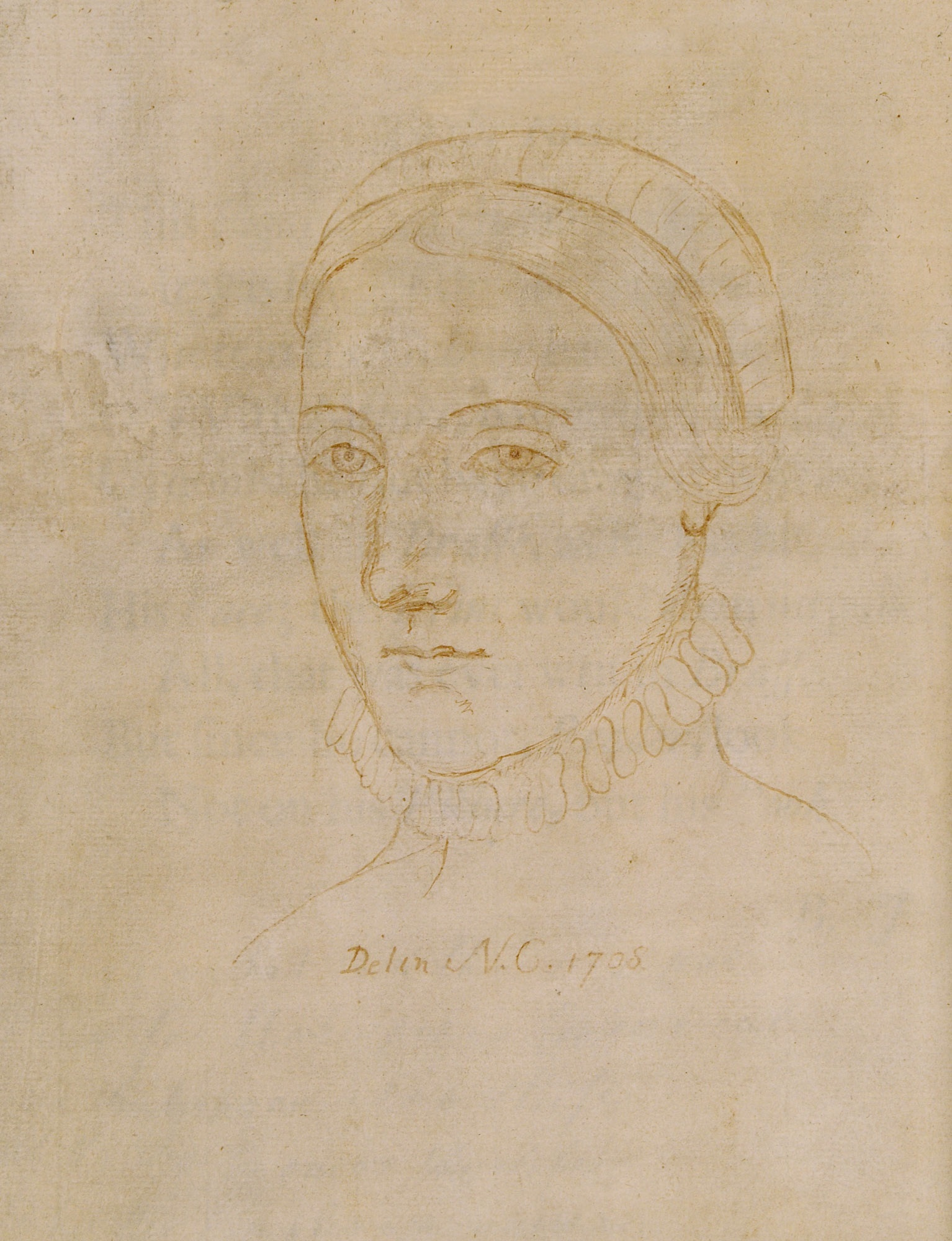
제4대 남작 나다니엘 커즌이 1708년에 그린 이 그림은 앤 해서웨이를 그린 것으로 알려져 있다. 새뮤얼 쇤바움은 엘리자베스 시대의 잃어버린 초상화의 흔적일 수도 있지만, 그 초상화가 실제로 해서웨이를 묘사했다는 증거는 존재하지 않는다.

앤 해서웨이(영어: Anne Hathaway, 1556년 ~ 1623년 8월 6일)는 영국의 극작가 윌리엄 셰익스피어의 아내이다. 그녀는 셰익스피어보다 8살 많은 26세 때 결혼하였다. 1583년 맏딸 수재너 홀, 1585년에 쌍둥이 남매 햄넷 셰익스피어와 주디스 퀴니를 낳았다. 1623년 67세 나이로 세상을 떠났다.